# Massenpunkt
Der Massenpunkt (seltener auch Massepunkt oder Punktmasse) ist in der Physik die höchstmögliche Idealisierung eines realen Körpers: Man stellt sich vor, dass seine Masse in seinem Schwerpunkt konzentriert ist. Dies vereinfacht die Beschreibung seiner Bewegung.
Das Fachgebiet, das sich mit der Bewegung von Massenpunkten befasst, wird als Punktmechanik bezeichnet. Der Körper wird als mathematischer Punkt betrachtet, der eine von Null verschiedene Masse und eventuell eine elektrische Ladung besitzt. Eigenschaften, die mit seiner Nicht-Punktförmigkeit (seiner Ausdehnung) zusammenhängen, wie Abmessungen, Volumen, Form und Verformbarkeit, werden vernachlässigt. Insbesondere kann ein Massenpunkt nicht rotieren, also auch keine Rotationsenergie aufnehmen.
Die angenäherte Beschreibung eines ausgedehnten Körpers durch einen Massenpunkt ist in vielen Fällen nützlich, selbst wenn der Körper rotiert. Beispielsweise folgen geworfene Gegenstände, aber auch ganze Himmelskörper oft sehr genau der Bahn eines Massenpunkts. Effekte, die sich aus der Ausdehnung des Körpers ergeben, wie Eigendrehung mit Präzession und Nutation oder Verformungen, lassen sich besser mit den Methoden der Kontinuumsmechanik oder der Mechanik starrer Körper behandeln. Deren Mathematik ist jedoch ungleich komplizierter, nicht zuletzt, weil ein starrer Körper sechs Freiheitsgrade und ein verformbarer Körper unendlich viele Freiheitsgrade besitzt.

## Grundlagen
Die Bewegung eines Massenpunkts wird in der newtonschen Mechanik durch das newtonsche Bewegungsgesetz beschrieben:
{\displaystyle {\vec {F}}=m\;{\vec {a}}}
mit
- {\displaystyle {\vec {F}}} = Kraftvektor
- {\displaystyle m} = Masse
- {\displaystyle {\vec {a}}} = Beschleunigungsvektor.

In der klassischen Mechanik legen die Variablen Ort und Impuls den Zustand eines Massenpunkts fest: Zu jeder Zeit {\displaystyle t} befindet er sich an einem bestimmten Ort und besitzt einen bestimmten Impuls {\displaystyle {\vec {p}}=m{\vec {v}}} (Masse mal Geschwindigkeit). Bei gegebener auf ihn wirkender Kraft wird die Änderung des Bewegungszustands durch das oben genannte newtonsche Bewegungsgesetz bestimmt.
Der Massenpunkt führt folglich nur Translations-, aber keine Rotationsbewegungen aus. Die Bahn, die er dabei beschreibt, heißt Trajektorie.

### Mathematischer Repräsentant  für einen Körper
Die Punktmasse ist der einfachste mathematische Repräsentant für ein ausgedehntes Volumenelement, für einen materiellen Körper. Sie bildet daher den Anfang jeder elementaren Dynamik.
In diesem mathematischen Modell besteht die Vereinfachung  darin, die Objektmenge von überabzählbar vielen Körperelementen auf ein einzelnes Element zu verringern. Mathematisch wird also eine Zuordnung
{\displaystyle \lim _{\Delta V\to 0}\sum _{i}\rho ({\vec {x}}_{i})\cdot \Delta V_{i}=\int _{V}\rho \,dV~\rightarrow ~m({\vec {x}})}
eingeführt, wobei {\displaystyle m({\vec {x}})} die Punktmasse am Punkt des Ortsvektors {\displaystyle {\vec {x}}} bezeichnet.

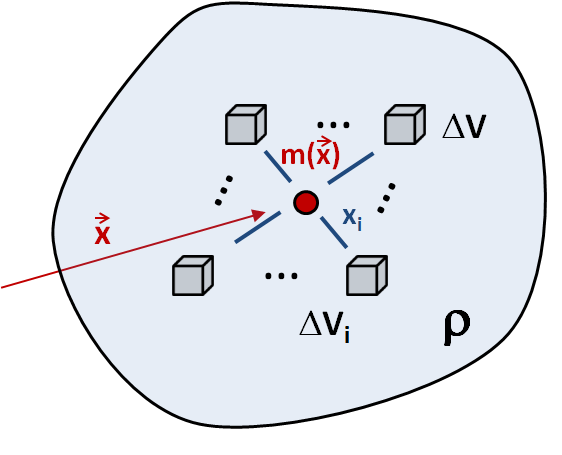
Abb. 1: Der Massenpunkt als Körpermittelpunkt

Diese Vereinfachung gelingt unter der Annahme des Kontinuitätsprinzips, dass für den Raumbereich die Massenverteilung homogen und örtlich unveränderlich ist. Dann (und nur dann) existiert eine konstante Materialdichte {\displaystyle \rho } im Raumbereich des Körpers. Daraus wird die Vorstellung gefolgert, dass die gesamte Körpermenge in einem festen Punkt mit den Ortskoordinaten {\displaystyle {\vec {x}}} im Euklidischen Raum konzentriert wäre,  im Idealfall in einem infinitesimal kleinen Element {\displaystyle dm}. Dieser Wert ist in diesem Fall Anteil des  linearen Moments des Körpers und kann durch den einfachen Zahlwert {\displaystyle m>0}, der Masse, ersetzt werden (siehe Abb. 1). Der Ort {\displaystyle {\vec {x}}} mit dem Abstandbetrag {\displaystyle x_{M}} des Massenpunktes fällt dann auch mit dem Massenmittelpunkt zusammen.
{\displaystyle x_{M}\cdot m=\lim _{x_{i}\to 0}\sum _{i}x_{i}\cdot \Delta m_{i}} bzw. {\displaystyle m={\frac {1}{x_{M}}}\int x\cdot dm}.

### Der Massenpunkt in den Grundlagen der Mechanik
Die Bedeutung des Massenpunktes für die Physik ist Gegenstand der Grundlagen der Mechanik. Dieser Bereich der theoretischen Physik und der Wissenschaftstheorie beschäftigt sich u. a. mit der Frage, unter welchen einschränkenden Bedingungen ein beliebiger Körper eindeutig und vollständig repräsentiert werden kann. Diese Fragestellung ist seit Beginn der theoretischen, neuzeitlichen Mechanik bis heute kontrovers und umstritten. Symptomatisch dafür sind die zum Teil konfrontativen Positionen zwischen Physikern, Mathematikern und Technikern, die im Umfeld der Beschreibung von Punktmassen, mathematischen Körpern und materiellen Kontinua eingenommen werden.
Aus den Grundlagen geht ebenso hervor, dass der Massenpunkt nur eindeutig bezeichnet ist, wenn die Verbindungslinien {\displaystyle x_{i}} unveränderlich sind, der Körper also starr ist. Diese Behandlung der Mechanik eröffnet die Punktmechanik. Ihre axiomatische Fassung wird heute unabhängig vom realistischen Aufbau der Materie behandelt. Der physikalische Aufbau der Materie umfasst unabhängige Zusatzannahmen, die vor allem unabhängig von der Verbindung zur Physik der Kristallgitter oder von weiteren phänomenologischen Feststoffmodellen sind.
Die heute noch in manchen Lehrbüchern zu findende Behauptung, die logischen und empirischen Verknüpfungen zwischen den einzelnen Disziplinen der Mechanik gelingen ‹einwandfrei› und seien ohne Schwierigkeiten aufzustellen, ignoriert die Geschichte und die Grundlagenfragen der Mechanik. Sie hat bis heute für zusätzliche Polemik gegenüber pädagogischen Vereinfachungen gesorgt.

## Elementarteilchen als Massenpunkte
Das Konzept des Massenpunkts hat sich in vielen Bereichen und Anwendungen bewährt und ermöglicht es, Aspekte der Relativitätstheorie, der Quantenmechanik und der Teilchenphysik zu behandeln. Dabei bleibt die Darstellung übersichtlich und auch für Einsteiger zugänglich.:V ff.
Elementarteilchen wie beispielsweise Elektronen werden nach heutigem Kenntnisstand als punktförmige Objekte betrachtet. Sie sollten daher der Idealisierung eines Massenpunkts sehr nahe kommen. Mit Ausnahme des Higgs-Bosons besitzen sie jedoch eine Eigenschaft, die sich mit der Vorstellung eines Massenpunkts nicht erklären lässt: Sie haben einen Spin, also einen Eigendrehimpuls, der aber nicht als Rotation eines starren Körpers um eine Achse verstanden werden kann. Im Gegensatz zum klassischen Eigendrehimpuls eines Körpers ist der Spin eine physikalische Größe, die für alle Teilchen der gleichen Art unveränderlich den gleichen Wert hat, nur ihre Orientierung entlang einer Achse kann variieren.

## Grenzen des Modells
Kein physikalischer Körper ist ein Massenpunkt. Genauso wenig kann das Newtonsche Kraftgesetz nur für einen einzelnen Massenpunkt gelten. Dennoch liefert dieses idealisierende Modell oft brauchbare Ergebnisse, beispielsweise wenn die betrachteten Objekte viel kleiner sind als die Distanzen zwischen ihnen oder wenn Rotationen der Körper aufgrund mechanischer Zwangsbedingungen ausgeschlossen oder keine Rolle spielen. Außerdem müssen die auftretenden Kräfte so gering sein, dass eine Verformung der Körper vernachlässigt werden kann.
Die Planeten verhalten sich aufgrund der großen Entfernungen im Sonnensystem nahezu wie Massenpunkte. Ihre Bahnen lassen sich daher vergleichsweise genau vorhersagen, wenn man sie als punktförmig annimmt. Das Modell des Massenpunkts ist aber völlig ungeeignet, um Phänomene wie die Präzession der Erdachse, Gezeiten, gebundene Rotation etc. zu beschreiben.
Auch bei der Beschreibung von Schwerependeln werden die Grenzen des Modells offenbar: Beschreibt man das Pendel als eine Punktmasse am Ende eines starren, aber masselosen Stabes, so gelangt man zum so genannten mathematischen Pendel. Im physikalischen Pendel wird auch die Ausdehnung der Masse und die Masse des Stabes mitberücksichtigt, die das Schwingungsverhalten mehr oder weniger stark beeinflussen. Dieses Modell kommt der Realität also erheblich näher.
Bei der Beschreibung idealer, einatomiger Gase werden die Gasatome als Massenpunkte angenommen. Besteht das Gas aus mehratomigen Molekülen, so geht das einfachste Modell davon aus, dass ein Molekül aus Massenpunkten besteht, die starr miteinander verbunden sind. Nach diesem Modell sind Rotationen um die Längsachse eines linearen Moleküls ausgeschlossen, weshalb ein zweiatomiges Molekül zwei Rotationsfreiheitsgrade hat, ein gewinkeltes Molekül aus drei oder mehr Atomen jedoch drei Rotationsfreiheitsgrade. Ist die Bindung nicht starr, sondern elastisch, treten entsprechende Vibrationsfreiheitsgrade hinzu. Dies schlägt sich unter anderem in der Formel für die Innere Energie von idealen Gasen nieder. Daher macht die Vorstellung, dass ein Gas aus frei beweglichen Molekülen aus Massenpunkten besteht, viele Aussagen über dessen Verhalten, die sich experimentell bestätigen lassen. Allerdings können andere Beobachtungen nicht erklärt werden, weil dieses Modell außer Acht lässt, dass die Atome ein gewisses Eigenvolumen besitzen und nicht starr sind. Zu diesen Phänomenen zählen Van-der-Waals-Kräfte und der Joule-Thomson-Effekt. Folglich lässt sich ein reales Gas nur teilweise mit dem Modell der Massenpunkte erklären (siehe kinetische Gastheorie).

## Zur Geschichte der Mechanik von Massenpunkten
Die naturphilosophische Auffassung zu einer allgemeinen Punktmechanik, die zunächst wenig Beachtung gefunden hat, geht auf R. Boskovich zurück. Dort fällt die Auffassung auch mit dem atomistischen Modell zusammen, was i. A. allerdings nicht zwingend der Fall sein muss.
Das mathematische Programm zur Durcharbeitung der gesamten Mechanik und Physik auf Basis von Punktmassen geht hingegen erst auf P.-S. Laplace zurück. Sämtliche Befürworter dieses Programms berufen sich dabei auf die einfache und allgemeine Struktur von Massenelementen mit Zentralkraftwirkung, wie sie erstmals von I. Newton für die Gravitation beschrieben wurde. Die Beschränkung auf Punktmechanik ist kein explizites Ergebnis der Newtonschen Mechanik, sondern eine Übertreibung und Vereinfachung, die sich bis heute auf viele Physiklehrbücher übertragen hat.
Vor der neuzeitlichen Dynamik ist die Punktmasse Gegenstand der klassischen Statik gewesen. Das statische Modell zur Ersetzung eines (starren) Körpers durch eine Punktmasse findet man wie selbstverständlich in den mechanischen Werken Galileis und Baldis.
Eine Statik von Punktmassen sowie eine Schwerpunktmechanik wurde bereits von Archimedes begründet und von Jordanus weiterentwickelt.